# Nabila Ebeid
Nabila Ebeid (em árabe: نبيلة عبيد ) (nascida em 21 de janeiro de 1945 no Cairo, Egito ), também grafada Nabila Ebeed, é uma atriz egípcia.

## Biografia
Nascido no bairro de Shoubra, Nabila era um grande fã de filmes egípcios clássicos e juntava dinheiro quando criança para ir ao Shoubra Cinema Palace.

## Carreira
Ela foi apresentada ao cinema egípcio pela primeira vez pelo diretor de cinema egípcio Atef Salem em um filme chamado Mafish Faida. Em 1965, ela estrelou com Omar Sharif em The Mamluks, um papel que foi descrito como seus "primeiros passos para a fama".
Em 1967, ela co-estrelou com Salah Zulfikar na peça política de grande sucesso Rubabikya (Robabekya). Ela também estrelou os dramas de televisão El-Ammah Nour (Tia Nour) e El-Bawaba El-Taniya (The Second Gate).

## Vida pessoal
Ela se casou com o diretor de cinema Atef Salem, que a descobriu de 1963 a 1967. Mais tarde, ela teve vários casamentos secretos, incluindo Osama El-Baz, que durou nove anos.

## Filmografia (parcial)

### Filmes
- Al-Mamalik (Os Mamelucos)
- Zawja Min Paris (Uma Esposa de Paris)
- Thalath Losoos (Três Ladrões)
- Zekra Lailat Hubb (Memória de uma Noite de Amor)
- Al-Karawan Loh Shafayef (A verdade tem uma voz)
- El Rakesa we El Tabal ( O dançarino e o baterista)
- Al Rakesa wa al Syasi (O dançarino e o político)
- Abnaa' wa Katala (Filhos e Assassinos)
- Eghteyal Modarresa (Assassinato de um Professor)
- Kahwat El Mawardi (Café El-Mawardi)
- Samara El-Amir
- Tout Tout
- El Circ (O Circo)
- Rabea el Adawaya
- Kashef el Mastour (Revelando o Oculto)
- El Azraa' we el Shaar el Abyad (A Virgem e o Velho)
- El Akhar (O Outro)
- Hoda e Sua Excelência o Ministro (original 1995, reimpresso 2005)

### No palco
- Rubabikya